# Mozambik na Letnich Igrzyskach Paraolimpijskich 2012
Mozambik na Letnich Igrzyskach Paraolimpijskich 2012 w Londynie reprezentowało 2 zawodników w 1 konkurencji. 
Dla reprezentacji Mozambiku był to pierwszy start w igrzyskach paraolimpijskich. Dotychczas żaden zawodnik nie zdobył paraolimpijskiego medalu.

## Kadra

### Lekkoatletyka
Mężczyźni
| Zawodnik     | Konkurencja | Kwalifikacje | Kwalifikacje | Półfinał               | Półfinał               | Finał                  | Finał                  |
| Zawodnik     | Konkurencja | Wynik        | Pozycja      | Wynik                  | Pozycja                | Wynik                  | Pozycja                |
| ------------ | ----------- | ------------ | ------------ | ---------------------- | ---------------------- | ---------------------- | ---------------------- |
| Pita Bulande | 200m T11    | 26.68        | 4            | Nie zakwalifikował się | Nie zakwalifikował się | Nie zakwalifikował się | Nie zakwalifikował się |
| Pita Bulande | 400m T11    | 57.51        | 4            | —                      | —                      | Nie zakwalifikował się | Nie zakwalifikował się |

Kobiety
| Zawodnik      | Konkurencja | Kwalifikacje | Kwalifikacje | Półfinał                | Półfinał                | Finał                   | Finał                   |
| Zawodnik      | Konkurencja | Wynik        | Pozycja      | Wynik                   | Pozycja                 | Wynik                   | Pozycja                 |
| ------------- | ----------- | ------------ | ------------ | ----------------------- | ----------------------- | ----------------------- | ----------------------- |
| Maria Muchavo | 100m T12    | 13.97        | 4            | Nie zakwalifikowała się | Nie zakwalifikowała się | Nie zakwalifikowała się | Nie zakwalifikowała się |
| Maria Muchavo | 200m T12    | 28.28        | 4            | —                       | —                       | Nie zakwalifikowała się | Nie zakwalifikowała się |
| Maria Muchavo | 400m T12    | 1:03.68      | 3            | Nie zakwalifikowała się | Nie zakwalifikowała się | Nie zakwalifikowała się | Nie zakwalifikowała się |